# Oranje heideputkopje
Het oranje heideputkopje (Silometopus incurvatus) is een spinnensoort in de taxonomische indeling van de hangmatspinnen (Linyphiidae).
Het dier behoort tot het geslacht Silometopus. De wetenschappelijke naam van de soort werd voor het eerst geldig gepubliceerd in 1873 door Octavius Pickard-Cambridge.